# Herbert Bals
Herbert Bals (* 14. März 1949) ist ein ehemaliger deutscher Fußballspieler.

## Karriere
Der Mittelfeldspieler begann seine Karriere beim VfB 03 Bielefeld und wechselte im Jahre 1968 zur SSVg Velbert. Für die Velberter absolvierte er in der Saison 1969/70 26 Spiele in der Regionalliga West, in denen er fünf Tore erzielte. Ab Juli 1973 spielte Bals für den 1. FC Mülheim in der Regionalliga West und ab 1974 in der 2. Bundesliga Nord. Nach insgesamt 41 Spielen für die Mülheimer wechselte Bals bereits im November 1974 zum Ligakonkurrenten Schwarz-Weiß Essen. Zur Saison 1976/1977 unterschrieb er einen Vertrag bei Westfalia Herne, wo er bis 1979 aktiv war. Seine letzte Station war der BV 08 Lüttringhausen, wo er 1984 seine Karriere in der 2. Bundesliga beendete.